# San José de los Remates
San José de los Remates è un comune del Nicaragua facente parte del dipartimento di Boaco.